# Den polsk-ukrainske krig
Den polsk-ukrainske krig var en krig mellem Polen og den Vestukrainske folkerepublik mellem den 1. november 1918 og 17. juli 1919. Udfaldet blev polsk sejr, hvorved Polen vandt kontrollen over det østlige Galicien. Den Vestukrainske folkerepublik blev opløst efter krigen.
| Politik | Spire Denne artikel om politik og ideologi er en spire som bør udbygges. Du er velkommen til at hjælpe Wikipedia ved at udvide den. |